# Lista över vice hovrättspresidenter i Svea hovrätt
Detta är en lista över vice hovrättspresidenter i Svea hovrätt.

## Vice hovrättspresidenter i Svea hovrätt
- 1614–1619: Olof Andersson Stråle
- 1619–1627: Jakob Snakenborg
- 1627–1630: Broor Andersson (Rålamb)
- 1630–1633: Åke Axelsson (Natt och Dag)
- 1633–1639: Carl Christersson Horn
- 1640–1641: Lars Sparre
- 1641–1645: Jakob Skytte
- 1645–1647: Gustaf Bielke
- 1647–1650: Johan Gyllenstierna
- 1650–1658: Gustaf Rosenhane
- 1658–1663: Per Sparre
- 1663–1683: Arfvid Ifvarsson (Natt och Dag)
- 1683–1685: Olof Thegner
- 1685–1693: Håkan Fägerstierna
- 1693–1695: Jonas Schönberg
- 1695–1696: Bengt Gyllenanckar
- 1696–1701: Gustav von Faltzburg
- 1701: Per Broméen
- 1702–1712: Henrik Heerdhielm
- 1712–1714: Pehr Scheffer
- 1714–1724: Johan Wattrang
- 1724–1743: Jöns Nordenhielm
- 1743–1758: Johan Rosenstolpe
- 1758–1773: Samuel Roselius
- 1774–1777: Carl Henrik Bergenskjöld
- 1777–1800: Adam Fredenstierna
- 1800–1805: Nils af Zellén
- 1805–1826: Johan Ludvig von Ehrenheim
- 1826–1831: Carl Axel Levin
- 1831–1834: Engelbert Boström
- 1834–1837: Carl Fredric Carleson
- 1837–1843: Strichert Christian Landgren
- 1843–1846: Per Adolph Sköldberg
- 1846–1854: Carl Ludvig Landin